# Кодзусіма (Токіо)

34°12′20″ пн. ш. 139°8′5″ сх. д. / 34.20556° пн. ш. 139.13472° сх. д.
Кодзусі́ма (яп. 神津島村, こうづしまむら, МФА: [koːd͡zuɕima muɾa]) — село в Японії, в області Осіма префектури Токіо. Займає територію острова Кодзу з групи островів Ідзу. Належить до острівних територій Токіо. Станом на 1 жовтня 2008 площа села становила 18,87 км². Станом на 1 січня 2009 населення села становило 1859 осіб.